# اسکولتین
اسکولتین (به انگلیسی: Aesculetin) با فرمول شیمیایی C9H6O4 یک ترکیب شیمیایی با شناسه پاب‌کم 7964 است. که جرم مولی آن ۱۷۸٫۱۴ گرم بر مول می‌باشد. 